# Freckhausen
Freckhausen ist eine von 106 Ortschaften der Gemeinde Reichshof im Oberbergischen Kreis im nordrhein-westfälischen Regierungsbezirk Köln in Deutschland.

## Lage und Beschreibung
Freckhausen liegt östlich von Bielstein, die nächstgelegenen Zentren sind Gummersbach (10 km nordwestlich), Köln (54 km westlich) und Siegen (46 km südöstlich).

## Erstnennung
1295 wurde der Ort das erste Mal urkundlich erwähnt und zwar „Ritter Arnold v. Elverfeld bezeichnet Adolf von Wereckenhusen, dessen Sohn Erkenbert und dessen Verbündete als seine Widersacher (Lokalisierung unsicher)“.
Schreibweise der Erstnennung: Wereckenhusen
Sichere Erstnennung: 1443 und zwar als Wreckynckhusen. „Einkünfte des Apostelstiftes“.

## Geschichte
Freckhausen gehört zum Gebiet des ehemaligen Reichshofs Eckenhagen (spätere Bürgermeistereien Eckenhagen und Denklingen), den Kaiser Friedrich Barbarossa laut ältester Urkunde über Eckenhagen vom 1. August 1167 seinem Erzkanzler Rainald von Dassel, Erzbischof zu Köln schenkte. Es war der Lohn für den durch seine und des kölnischen Heeres Tapferkeit erfochtenen Sieg über die Römer. „Ferner gewähren und schenken wir ihm und seinen Nachfolgern für alle Zeiten unsren ganzen Hof zu Eckenhagen samt seinen Leuten, Besitzungen, Silbergruben und allen anderen Gerechtsamen und allem Zubehör des Hofes.“
Nach der am 27. Mai 1257 von Sayn an Berg übertragenen Gerichtsbarkeit, die als Zeichen der Landeshoheit galt, führte das Gebiet den Namen „Eigen von Eckenhagen“, wohl auch, weil es ringsum von anderen Hoheitsgebieten umgeben war. 1575 schließlich kam es durch Zeugenverhöre und Grenzbegehungen zur Festlegung der Grenze zwischen Homburg und Berg, ein Anlass, dem die Karte vom Amt Windeck, die von Arnoldus Mercator nach bergischen Ansprüchen entworfen wurde, ihre Entstehung verdankt. Nach den Grenzakten verlief sie „Von Merkhausen im Kirspel und Eigen von Eckenhagen bis nach Freckhausen und den hoeff hero, von danen an die Buche bei dem Hungerkauser Kirchwege.“
Zu dieser Zeit geht man von 134 Ortschaften im Eigen von Eckenhagen aus, davon 12 Dörfer (u. a. Freckhausen), 87 Weiler, 25 Höfe und 6 Etablissements = gewerbliche Anlagen.
Im Kirchspiel Eckenhagen bestanden bis Anfang des 19. Jahrhunderts, wo die rechtlichen Unterschiede zwischen Ritter-, Sattel- und Bauerngut beseitigt wurden, 6 Sattelgüter, davon muss Freckhausen ein sehr großes gewesen sein. Am Burgweiher steht eine Scheune, die man wohl aus Mauerresten der Burg errichtete. Darin hatten die reichbegüterten Herren von Freckhausen gewohnt, in deren erblichem Besitz das Schultheißenamt von Much war. Unter den Lehnsleuten des Amtes Windeck wird im Jahre 1587 ein Wilhelm von Freckhausen genannt, verpflichtet, „auf Erfordern mit Schwert und Harnisch zu dienen.“ Pächter des adeligen Gutes war zu dieser Zeit Johann Sorge.
Von allen verpflichteten Gütern und Grundstücken wurde Schatz oder die zwangsweise Steuer erhoben. Aus den Kellnereirechnungen des Jahres 1749 ergeben sich im Kirchspiel Eckenhagen 8 Honschaften, die für den Einzug der Abgaben der 105 Ortschaften zuständig waren. Freckhausen gehörte zur Honschaft Hunsheim. 
1793 wurden wegen des für die K.K. (Kaiserl. Königl.) Armee „geschehenen Fahrens und vorgewesenen Einquartierungen“ 2185 Rtlr. und 36 Stbr. umgelegt. Auf das Sattelgut Freckhausen entfielen 17 Rtlr. und 30 Stbr.
| Bevölkerungsentwicklung | Bevölkerungsentwicklung |
| Jahr                    | Einwohner               |
| ----------------------- | ----------------------- |
| 1946                    | 162                     |
| 1991                    | 128                     |
| 2005                    | 133                     |
| 2008                    | 138                     |
| 2017                    | 133                     |
| 2018                    | 139                     |
| 2019                    | 126                     |

## Kirchliche Zuordnung
Freckhausen gehört zum Kirchspiel Marienhagen, das sich aus 19 Ortschaften zusammensetzte, 13 aus der Stadt (früher Gemeinde) Wiehl, 6 aus der früheren Gemeinde Denklingen. Erst spät scheint das Christentum in das Gebiet um Marienhagen vorgedrungen zu sein. Man geht davon aus, dass der viereckige Kirchturm um 1250 an eine Kapelle angefügt wurde, die man um 1300 durch ein Kirchenschiff ersetzte. Letzteres ergibt sich aus den Untersuchungen der Wandmalereien, wovon Reste so um 1310 entstanden sind. 
Eine einschneidende Veränderung ergab sich im Kirchspiel durch den Siegburger Vertrag. Dieser setzte eine neue feste Grenze zwischen dem „Homburgischen“ und „Windeck“. Sie wurde am 19. November 1604 gesteckt und besteht im Wesentlichen noch heute, auch wenn die Kreise Gummersbach und Waldbröl längst im Oberbergischen Kreis aufgegangen sind.
Dabei wurde dann auch Freckhausen dem Kirchspiel Eckenhagen zugeteilt. Die Betroffenen taten sich schwer mit dieser Entscheidung, wollten sich nicht von der Kirche in Marienhagen trennen, der ihre Vorfahren über 300 Jahre angehörten und wo sie ihre Begräbnisstätten hatten. Sie wurden aber 1787 durch erneuten verschärften Befehl gezwungen, ihre kirchlichen Handlungen in Eckenhagen erledigen zu lassen. 
Dass die alte kirchliche Verbindung mit Marienhagen bisher immer noch bestanden hatte, geht aus Kirchenakten hervor. Seit 1604 wurden die Sterberegister nämlich in zwei Abteilungen geführt. Das erstere umfasste die Gemeinde und das zweite das Ausland. So kam es, dass der Kirchmeister von Marienhagen, Joh. Peter Mörchen im Jahre 1783 in den Kirchenrechnungen schreibt: „ich nach Denklingen wegen des Ohlhagener zehenden Pfennigs gehen müssen, 1 Tag, nun ist bekannt, daß für die gewöhnlichen Tagegelder so weit „außer Lands“ nicht gehen kann, will mir doch nur ansetzen 40 alb“.
Alle Eingaben der von der Teilung betroffenen Ortschaften, in denen sie baten, bei Marienhagen bleiben zu dürfen, wurden abgelehnt. Sie verfolgten aber weiter hartnäckig ihr Ziel. Doch sollte es bis zum Jahre 1886 dauern, bis sie endlich zum Teil erhört wurden. Am 26. Mai 1886 verfügte das Königliche Konsistorium zu Koblenz die (Wieder)Vereinigung von einigen Ortschaften der Gemeinde Denklingen (Kirchspiel Eckenhagen) mit der Kirchengemeinde Marienhagen, darunter auch Freckhausen. Die anderen verblieben bei der Kirchengemeinde Eckenhagen.
Zu den Katholiken, im 20. Jahrhundert bis Kriegsende in dieser Gegend nur sehr wenige, findet man den Hinweis, dass durch erzbischöfliche Verfügung vom 24. August 1889 14 Ortschaften aus der Gemeinde Denklingen, auch Freckhausen, mit zusammen 130 Katholiken in seelsorgerischer Hinsicht dem Rektorat Derschlag zugewiesen wurden.

## Schulwesen
Zu Beginn des 19. Jahrhunderts gehörte Freckhausen zum Schulbezirk Dorn, 35 Minuten entfernt. Dorn hat in der Geschichte der Gegend eine besondere Bedeutung durch seine im frühen 17. Jahrhundert berühmte Schule. Peter von der Heydt, verheiratet mit der nichtadeligen Gertrud aus Ohlhagen hinterließ nach seinem Tod (Testamentsvollstreckung 9. Oktober 1622) den 10 Aggerhöfen „das Häuschen zum Dorn samt dem Gärtchen hinten daran, legiert zur Ehre Gottes vor ein Kapell und Schulhaus.“ Als diese Schule 1841 abbrannte, blickte man auf eine über 200-jährige Geschichte zurück. Der Schulsaal blieb weitgehend unversehrt und wurde nach Hunsheim verlegt.
1865 wurden die Kinder aus Freckhausen der im Jahr zuvor neu gegründeten Schule in Drespe zugeteilt und ab 1. April 1898 dann der neugebildeten Schulgemeinde Ohlhagen. Gemäß Bestimmung der Regierung wurden die Schulkinder aus Freckhausen aber schon ab 1. Oktober 1905 wieder der Schule in Hunsheim zugewiesen.

## Vereine
- Dorfgemeinschaft Freckhausen

## Persönlichkeiten
- Johann Henrich, Johann Christian und Johann Gerhard Kleine, Orgelbauerfamilie (18. Jahrhundert)
- Christian Heyden (1803–1869), Architekt